# Wolfgang Giese (Historiker)
Wolfgang Heinrich Martin Giese (* 6. Februar 1939 in Regensburg) ist ein deutscher Historiker.

Der Sohn eines evangelischen Dekans legte 1960 die Reifeprüfung am Melanchthon-Gymnasium Nürnberg ab und studierte von 1960 Geschichte und Germanistik zunächst in Erlangen und ab 1961/62 in München. Giese wurde in München bei Johannes Spörl über das Geschichtswerk des Richer von Reims promoviert. Im Jahr 1977 erfolgte seine Habilitation in München mit der Arbeit Der Stamm der Sachsen und das Reich in ottonischer und salischer Zeit. Giese war zunächst als Assistent in München tätig. Von 1980 bis zu seinem Ruhestand 2004 lehrte er als Professor mittelalterliche Geschichte an der Universität München. Giese übernahm vielfältige Aufgaben in der akademischen Selbstverwaltung. Er war zeitweilig Vorsitzender der Graduiertenförderungskommission und stellvertretender Vorsitzender des Promotionsausschusses sowie Mitglied im Fakultätsrat und Geschäftsführender Direktor des Historischen Seminars.
Seine Forschungsschwerpunkte sind Richer von Reims, die mittelalterliche Geschichtsschreibung, die Rolle Sachsens im mittelalterlichen Reich, die Probleme der Herrschaftsnachfolge in den mittelalterlichen Reichen sowie die Geschichte Venedigs und der Kreuzzüge. 2008 veröffentlichte er eine Biographie zu Heinrich I.

## Schriften (Auswahl)
Ein Schriftenverzeichnis erschien in: Hubertus Seibert (Hrsg.): Von Sachsen bis Jerusalem. Menschen und Institutionen im Wandel der Zeit. Festschrift für Wolfgang Giese zum 65. Geburtstag. München 2004, S. 397–399.
- Heinrich I. Begründer der ottonischen Herrschaft. Primus-Verlag, Darmstadt 2008, ISBN 978-3-534-18204-6.
- Die Goten (= Kohlhammer-Urban-Taschenbücher. Bd. 597). Kohlhammer, Stuttgart 2004, ISBN 3-17-017670-6.
- Der Stamm der Sachsen und das Reich in ottonischer und salischer Zeit. Studien zum Einfluß des Sachsenstammes auf die politische Geschichte des Deutschen Reichs im 10. und 11. Jahrhundert und zu ihrer Stellung im Reichsgefüge mit einem Ausblick auf das 12. und 13. Jahrhundert. Steiner, Wiesbaden 1979, ISBN 3-515-02787-4 (Zugleich: München, Universität, Habilitations-Schrift, 1977).
- „Genus“ und „Virtus“. Studien zum Geschichtswerk des Richer von St. Remi. München 1969 (Zugleich: München, Universität, Dissertation, 1969).